# Too Many Shadows
Too Many Shadows es un EP de la banda de rock indie Pinback. Contiene presentaciones en vivo grabadas en estudio como también algunas canciones que no se colocaron en el álbum 'Summer in Abaddon'.

## Listado de canciones
1. "Photograph Taken" - 3:41
2. "My Star" - 3:49
3. "Forced Motion" - 4:56
4. "Microtonic Wave" - 4:04
5. "Non Photo Blue" - 3:37
6. "Fortress" - 3:55
7. "Boo" - 5:08